# Satz von Wallace
Der  Satz von Wallace ist ein Lehrsatz aus dem mathematischen Teilgebiet der Topologie, welcher auf den amerikanischen Mathematiker Alexander Doniphan Wallace (1905–1985) zurückgeht. Er behandelt eine spezielle Trennungseigenschaft kompakter Produktunterräume in Produkttopologien: Ein Produkt kompakter Mengen in einer offenen Menge liegt in einem darin enthaltenen Produkt offener Mengen.

## Formulierung des Satzes
Gegeben seien zwei topologische Räume {\displaystyle X}  und  {\displaystyle Y} und darin eingelagert zwei kompakte Unterräume {\displaystyle A\subseteq X} und {\displaystyle B\subseteq Y}. Sei ferner {\displaystyle W} eine offene Obermenge von {\displaystyle A\times B} in {\displaystyle X\times Y}.
Dann existieren offene Teilmengen {\displaystyle U\subseteq X} und {\displaystyle V\subseteq Y} mit {\displaystyle A\times B\subseteq U\times V\subseteq W}.

## Korollar
Jeder kompakte Hausdorff-Raum ist normal.
Sind nämlich  {\displaystyle A}  und   {\displaystyle B}  abgeschlossene, disjunkte Teilmengen des kompakten Hausdorffraums {\displaystyle X}, so ist   {\displaystyle A\times B\subset W:=\{(x,y)\in X\times X;x\not =y\}\subset X\times X} . Da   {\displaystyle X}   ein Hausdorffraum ist, ist die Diagonale abgeschlossen, also ist   {\displaystyle W}   offen. Wendet man nun obigen Satz von Wallace an, so erhält man zwei offene Mengen   {\displaystyle U\supseteq A}  und   {\displaystyle V\supseteq B}   mit   {\displaystyle U\times V\subseteq W} , d. h.   {\displaystyle U\cap V=\emptyset } . Damit ist   {\displaystyle X}   normal.